# The Real Folk Blues (альбом Мадді Вотерса)
The Real Folk Blues — збірка пісень американського блюзового співака і гітариста Мадді Вотерса, випущена у 1966 році лейблом Chess. Став першим випуском у серії «Real Folk Blues».

## Опис
Після того, як Chess відкрив аудиторію слухачів фольк-блюзу серед білого населення, власники лейблу вирішили започаткувати серію альбомів під назвою «Real Folk Blues». Цей альбом є першим випуском у серії (і одним з найкращих), він включає ранні записи Мадді Вотерса, зроблені на Chess у період з 1949—1954 роки, деякі з яких відносяться до часів, коли Вотерс записувався на Aristocrat (з Біг Кроуфордом на контрабасі). Серед пісень тут найбільше виділяються «Walkin' Through the Park» і «Mannish Boy».
У 1967 році Chess випустила продовження альбомом More Real Folk Blues.

## Список композицій
1. «Mannish Boy» (Маккінлі Морганфілд, Мел Лондон, Еллас Макденіел) — 2:54
2. «Screamin' & Cryin'» (Маккінлі Морганфілд) — 3:04
3. «Just to Be with You» (Бернард Рот) — 3:13
4. «Walkin' Thru the Park» (Маккінлі Морганфілд) — 2:40
5. «Walkin' Blues» (Роберт Джонсон) — 2:54
6. «Canary Bird» (Маккінлі Морганфілд) — 2:42
7. «Same Thing» (Віллі Діксон) — 2:37
8. «Gypsy Woman» (Маккінлі Морганфілд) — 2:31
9. «Rollin' and Tumblin'» (Маккінлі Морганфілд) — 2:57
10. «40 Days & 40 Nights» (Бернард Рот) — 2:50
11. «Little Geneva» (Маккінлі Морганфілд) — 2:45
12. «You Can't Lose What You Ain't Never Had» (Маккінлі Морганфілд) — 2:55

## Учасники запису
- Мадді Вотерс — вокал, гітара

Технічний персонал
- Маршалл Чесс — продюсер
- Дон С. Бронстейн — дизайн
- Віллі Діксон — текст